# Totem (revista)
Totem o Tótem fue el título de dos revistas de historietas publicadas en español. La primera fue editada en la Argentina por Cromodinámica en 1957. La segunda se editó en España desde 1977 hasta 1994, y tuvo tres épocas diferenciadas:

## Primera época: Totem, la revista estrella del nuevo cómic (1977-1986)

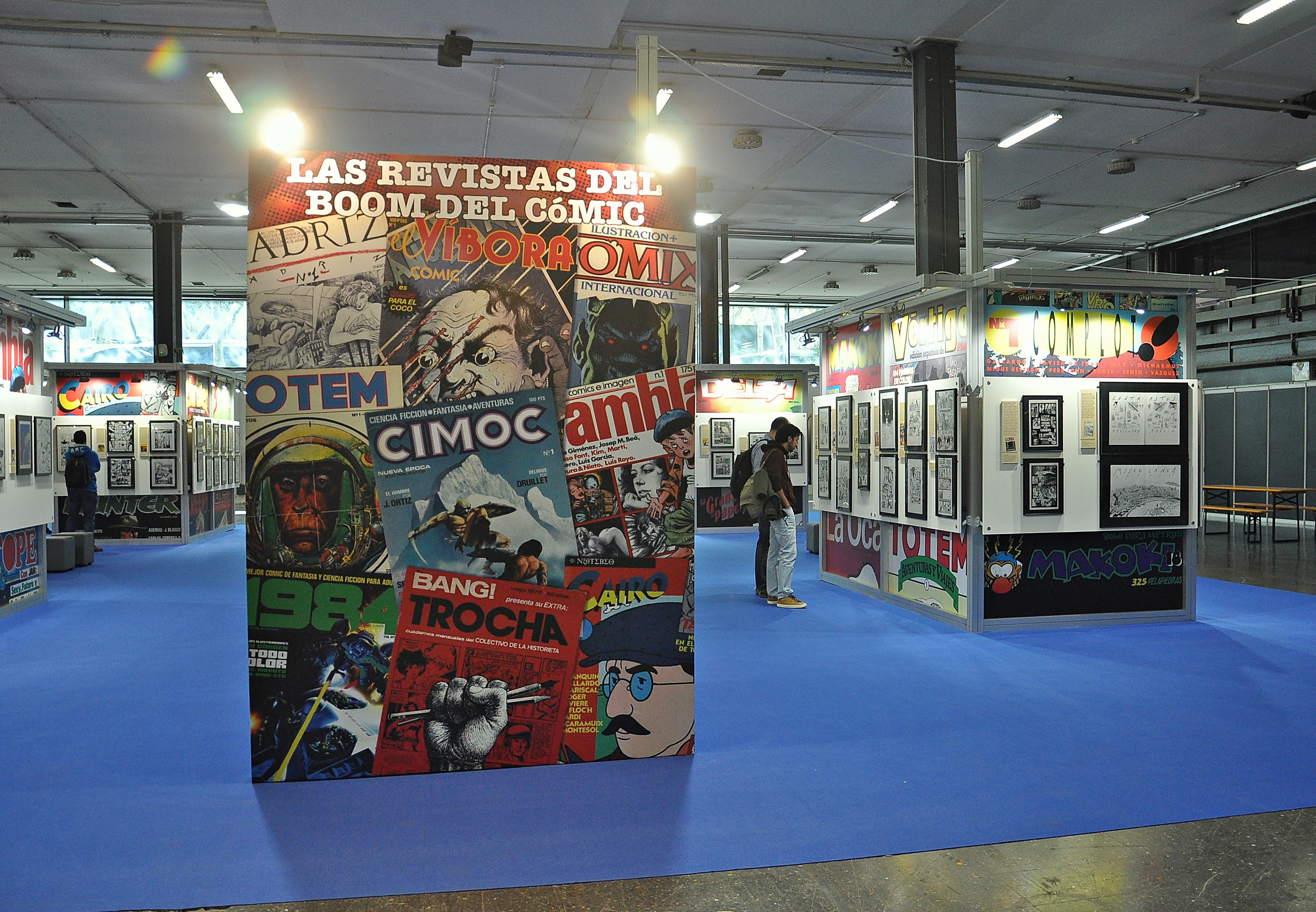
Foto de la edición del 2018 del Salón Internacional del Cómic de Barcelona: la historietista catalana Marika y, detrás de ella, carteles de varias publicaciones.

Fue editada por Nueva Frontera, cuyo primer director fue Gonzalo Valenti. Formó parte del llamado boom del cómic adulto en España y difundió sobre todo material extranjero, en especial francés e italiano de la segunda mitad de los años 60 y primeros 70, que estaba inédito en el país, aunque con el tiempo también publicó obras contemporáneas de autores españoles, realizadas directamente para ella.

### Año I (1977), números 1 al 5
A un precio de 100 pesetas, su editor pretendía dar absoluta prioridad al comic "serio", que en definitiva es el que durante tantos años ha estado más desantendido, lo que no fue óbice para presentase también obras cómicas de Amengual, Benito Jacovitti, Roberto Fontanarrosa, Altan (Sandokán), Luca Novelli, Margerin y Claire Bretécher (Los frustrados), aunque no todas fueron bien recibidas por los lectores. Otro personaje controvertido era Corto Maltés, dado que era "el personaje más querido y odiado de los lectores de TOTEM, el que los divide en dos bandos".
| Números | Título                         | Guionista           | Dibujante          | Tipo | Procedencia       |
| ------- | ------------------------------ | ------------------- | ------------------ | ---- | ----------------- |
| 1-      | Corto Maltés                   | Hugo Pratt          | Hugo Pratt         |      |                   |
| 1-8     | Los ejércitos del conquistador | Jean-Pierre Dionnet | Jean-Claude Gal    |      | Métal hurlant     |
| 1-4     | Arzack                         | Moebius             | Moebius            |      | Métal hurlant     |
| 1-      | Valentina                      | Guido Crepax        | Guido Crepax       |      |                   |
| 1-      | 1996                           | Chantal Montellier  | Chantal Montellier |      | Métal hurlant     |
| 1       | Kendall                        | Arturo del Castillo |                    |      | Pasó a Blue Jeans |
| 3-      | Alack Sinner                   | José Muñoz          | Carlos Sampayo     |      |                   |

Las variadas historietas sueltas de Caza, Philippe Druillet, Frank Margerin, Picaret y Jean-Michel Nicollet, Denis Sire o Alain Voss también procedían de la revista francesa Métal hurlant.
En general, y como afirma la teórica Francisca Lladó, "se trata de historietas que no coinciden con el momento cronológico en que fueron publicadas por primera vez y por lo tanto la crítica implícita no siempre fue interpretada debidamente por los lectores." Sin embargo, empezó también a publicar obras contemporáneas e inéditas de autores españoles, en concreto dos historietas cortas de Alfonso Font en su número 5 y varias de OPS a partir del 6.

### Año II (1978), números 6 al 17
Con el número 7, su precio subió a 125 pesetas. Se incorporó entonces la sección "Comics by Coma", compuesta por artículos de Javier Coma, mientras que la serie "Breve historia de los cómics" de Vicente Escudero quedaba inconclusa, con sólo dos capítulos. Se empezaron a incluir relatos de más humanoides como Patrick Lesueur, Sergio Macedo y Caza, quedando Alexis como única representación del cómic humorístico.
| Números | Título            | Guionista      | Dibujante      | Tipo                      | Procedencia   |
| ------- | ----------------- | -------------- | -------------- | ------------------------- | ------------- |
| 8-      | Ogro              | Richard Corben | Richard Corben | Historieta autoconclusiva | Inédito       |
| 9       | The Long Tomorrow | Dan O'Bannon   | Moebius        | Historieta autoconclusiva | Métal hurlant |
| 9, 11   | Jesús             | Enric Sió      | Enric Sió      |                           |               |

Los números siguientes empezarían a llevar también el subtítulo de especiales. Así, el número 10, el primero de todos, era un "Especial Crepax", que, aparte de las habituales páginas de Valentina, sólo añadía las ilustraciones que el dibujante italiano realizará para el artículo Parental Viñetophobic Syndrome de Marcello Bernardi (publicado como Parental Fumettophobic Syndrome en el número 83 de la revista Linus, de febrero de 1972). El número 11 sí que fue estrictamente un "Especial Moebius" al dedicar la mayor del número al autor galo. Continuaron presentándose nuevos autores, como Enki Bilal, Jacques Tardi y Nestor Salas, con las series:
| Números | Título             | Guionista    | Dibujante         | Tipo  | Procedencia      |
| ------- | ------------------ | ------------ | ----------------- | ----- | ---------------- |
| 10-     | Idyl               | Jeff Jones   | Jeff Jones        | Serie | National Lampoon |
| 10-     | Las Tierras huecas | Luc Schuiten | François Schuiten | Serie |                  |

### Año III (1979), números 17 al 28
| Números | Título                      | Guionista      | Dibujante      | Tipo  | Procedencia   |
| ------- | --------------------------- | -------------- | -------------- | ----- | ------------- |
| 20, 24  | Las Crónicas del Sin Nombre | Víctor Mora    | Luis García    | Serie | "Pilote"      |
| 23      | Koolau el leproso           | Carlos Giménez | Carlos Giménez | Serie |               |
| 26-     | Historias del bar           | José Muñoz     | Carlos Sampayo |       |               |
| 28-37   | El Garaje Hermético         | Moebius        | Moebius        | Serie | Métal hurlant |

### Año IV (1980), números 29 a 40
| Números | Título                               | Guionista   | Dibujante   | Tipo  | Procedencia |
| ------- | ------------------------------------ | ----------- | ----------- | ----- | ----------- |
| 35-     | Nova-2                               | Luis García | Luis García | Serie |             |
| 38-     | Nuevas aventuras de Giuseppe Bergman | Milo Manara | Milo Manara | Serie |             |

### Año V (1981), números 41 al 52
| Números | Título                      | Guionista       | Dibujante           | Tipo  | Procedencia |
| ------- | --------------------------- | --------------- | ------------------- | ----- | ----------- |
| 51-     | Recuerdos de un adolescente | Lauzier         | Lauzier             | Serie |             |
| 52-     | El Transglacial             | Jacques Lob     | Jean -Marc Rochette |       |             |
| 53-     | Partida de caza             | Pierre Christin | Enki Bilal          | Serie |             |
| 53-     | Los inoxidables             | Víctor Mora     | Antonio Parras      | Serie |             |
|         | Rogelio                     | Sergio Staino   | Sergio Staino       |       |             |
| 55-     | Alicia                      | Mandrika        | Riverstone          |       |             |

### Año VIII (1984), números
| Números | Título     | Guionista        | Dibujante  | Tipo  | Procedencia        |
| ------- | ---------- | ---------------- | ---------- | ----- | ------------------ |
|         | Ernie Pike | H. G. Oesterheld | Hugo Pratt | Serie | "Hora Cero"        |
|         | El Clic    | Manara           | Manara     | Serie | "Playmen" (Italia) |

## Segunda época: Totem el Comix (1987-1991)
En plena crisis del cómic, Josep Toutain fusionó "Totem" y "Comix Internacional", aprovechando para finalizar las series de la primera. También aumentó el erotismo de sus páginas, que contaban con autores como José María Beroy, Crepax, Magnus o Milo Manara. Sumó 67 números ordinarios de periodicidad trimestral más tres extraordinarios.
| Números | Título                                     | Autoría              | Procedencia    |
| ------- | ------------------------------------------ | -------------------- | -------------- |
| 1-      | Erase una vez Leone                        | Daniel de Carpentrie |                |
| 1-      | El perfume del invisible                   | Milo Manara          | VI entrega     |
| 1-      | El hombre que mató a Ernesto "Che" Guevara | Magnus               |                |
| 1-      | Los pasajeros del viento: Madera de ébano  | François Bourgeon    | Última entrega |
|         | Psychopathia Sexualis                      | Miguel Ángel Martín  |                |
|         |                                            |                      |                |

## Tercera época: Totem la revista estrella del cómic (1994)
Con este título, la Editorial New Comic, bajo la dirección de Roberto Rocca, editó 8 números, que incluían chistes como los de Hoviv, una fotonovela y un relato, pero sobre todo historietas, entre las que destacaban las breves de autores satíricos francófonos como  Autheman, Binet, Coyote, Édika, Herlè, Vuillemin o Wolinksy y las siguientes series:
| Números | Título                      | Autoría        | Tipo                          |
| ------- | --------------------------- | -------------- | ----------------------------- |
| 1       | El Clic 3                   | Milo Manara    | Serie                         |
| 1       | Domingo Castaña             | Tronchet       |                               |
| 1       | Jack Palmer                 | Petillon       |                               |
| 1       | Ernie                       | Bud Grace      | Tira de prensa estadounidense |
| 1       | Historias de sexo y chapuza | Carlos Giménez | Serie                         |

## Premios
- A la mejor publicación, en los Premios Club Amigos de la Historieta 1977.[7]